# Sömngångerskan

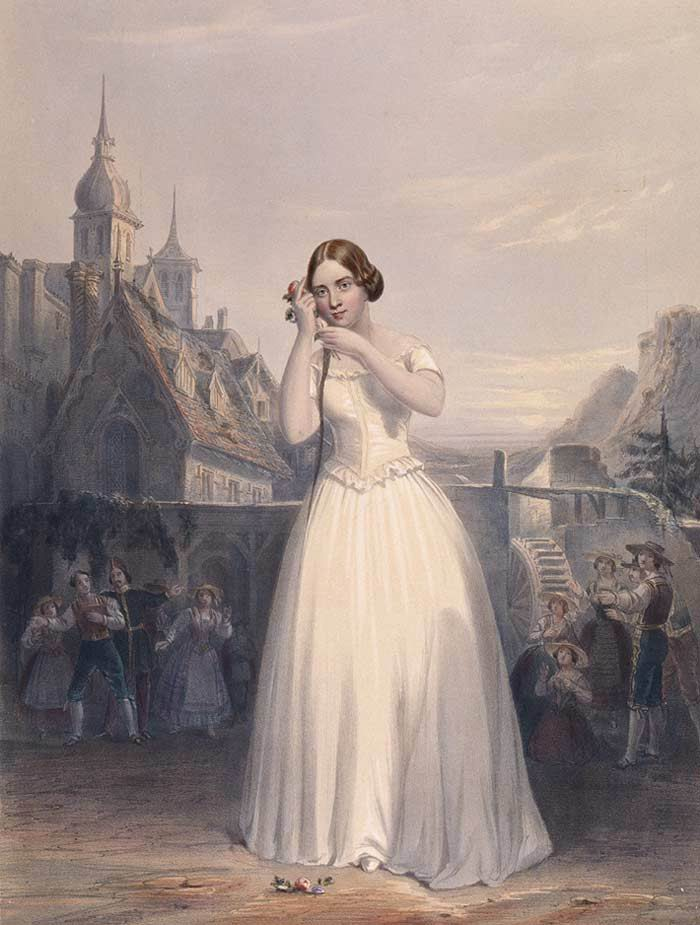
Jenny Lind i Sömngångerskan

Sömngångerskan (italienska La sonnambula) är en opera semiseria i två akter med musik av Vincenzo Bellini. Libretto av Felice Romani efter Eugène Scribe.

## Historia
År 1831 gav operachefen för Teatro Carcano i Milano i uppdrag till Gaetano Donizetti och Vincenzo Bellini att skriva var sin ny opera. Bellini ville först tonsätta Victor Hugos teaterpjäs Hernani (se Verdi och hans opera Ernani) men bestämde sig på grund av risken för censur till sist för temat med Sömngångerskan. Uruppförandet blev en av Bellinis största framgångar.
Från premiären till in på 1880-talet var Sömngångerskan en av de allra populäraste operorna, men med verismens inträde föll Bellinis bel canto-stil ur modet och det blev svårt att besätta det oerhört svåra titelpartiet. På 1880-talet var det glansrollen framför andra för sångerskor som Giuditta Pasta, som sjöng vid uruppförandet, Maria Malibran och Jenny Lind som sjöng partiet nästan 100 gånger under sin korta karriär. I våra dagar har Maria Callas, Joan Sutherland och Edita Gruberova firat triumfer som Amina.
Operan uruppfördes på Teatro Carcano i Milano den 6 mars 1831. Den svenska premiären ägde rum på Stockholmsoperan den 9 januari 1843.

## Vansinnet som tema
Redan under 1600-talet fanns det talrika tonsättare, till exempel i England, som för berömda sångerskor avsiktligt skrev "vansinnesscener", vilka var särskilt tacksamma musiknummer. Den romantiska operavärldens primadonnekult krävde sedan allt fler effektfulla framträdanden, där koloraturkonsten rent av fick en dramaturgisk funktion: de virtuosa drillarna och de svepande passagerna skulle gestalta en själ med förkärlek till ackompanjemang av flöjt eller engelskt horn. När Benjamin Britten i sin opera En midsommarnattsdröm (1960) under hantverkarnas skådespel karikerade den vansinnesdrabbade Thisbe, skrev han en typisk banal "vansinnesaria" med ett rörande enfaldigt flöjtsolo.

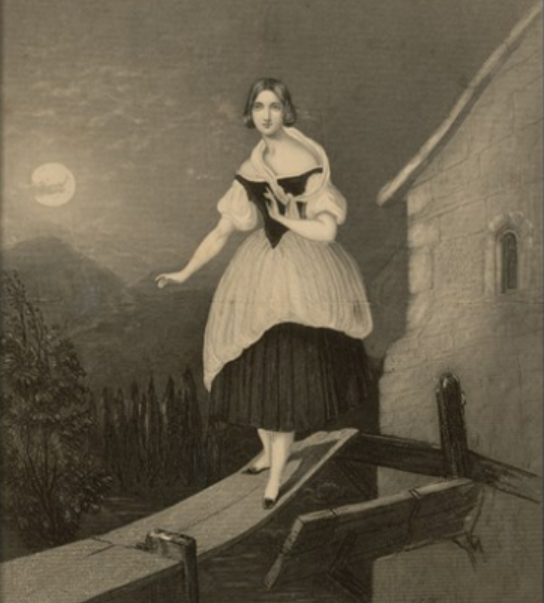
Jenny Lind i sömngångarscenen

Men även vansinnesscenernas struktur uppvisar vissa typiska drag. Ofta används motiv som är inbäddade i den sedvanliga sångformen men som genom den förryckta visionens slöja framståt som en hågkomst av tidigare händelser. Sömngångerskans båda sömngångarscener visar dessutom hur Bellini med musikaliska medel klart och tydligt skiljer mellan de här situationerna. I först akten låter han scenen vara kort, eftersom den där endast tjänar till att utlösa konflikten, men i slutet av andra akten utvecklas Aminas sömngång till en storslagen aria. Det är dock bara på ytan som det här är en primadonnescen, eftersom hågkomstmotiven inte bara har en konfliktlösande funktion (Elvino övertygas om Aminas trohet), utan Aminas rollgestalt också framställs i hela dess känslospektrum. 
Sömngåendet dök upp i början av 1800-talet upp på operascenen som en något mildare form av "vansinne". Men medan vansinnet eftersträvade en tragisk rening genom att utsläcka människans rationella beteende, utgjorde sömngåendet inte ett sådant oåterkalleligt hot, och kunde därför nästan betraktas som harmlöst och smått löjligt. Både de här exalterade uttrycksformerna har dock gemensamma konstnärliga och musikaliska rötter. Under 1800-talet blev "vansinnet" allt mer populärt, särskilt i italienska och franska operor. Orsakerna till detta stod att finna i den romantiska estetiken (verklighetsflykt, att efter en konfrontation med en ond, fientlig och oförstående omvärld dra sig undan till en exalterad, inbillad värld), men de så kallade vansinnesscenerna symboliserade också den yttersta konsekvensen av det känslostarka, hänförda förhållningssätt som så tydligt kännetecknade de flesta av den italienska romantikens operagestalter. De vansinniga var nästan alltid olyckligt förälskade och de var nästan alltid kvinnor.

## Personer
- Amina (sopran)
- Teresa, hennes styvmor samt mjölnarhustru (mezzosopran)
- Elvino, en rik bonde (tenor)
- Lisa, värdshusvärdinna förälskad i Elvino (sopran)
- Alessio, en bonde förälskad i Lisa (basstämma)
- Greve Rodolfo (bas)
- En notarie (tenor)

## Handling
Operan utspelar sig i en liten by i Schweiz på 1800-talet.
Akt I
I byn firas förlovningen mellan Amina och Elvino. Endast värdshusvärdinnan Lisa sörjer, då även hon älskar Elvino. Mitt under festligheterna anländer en främling och ber om logi i Lisas värdshus. Det är Rodolfo, den avlidne grevens son som inkognito har återvänt till sin hemby. Han förtrollas av Aminas skönhet och ger henne komplimanger vilket gör Elvino svartsjuk. Festligheterna avbryts, eftersom ett hemlighetsfullt spöke lär hemsöka byn på nätterna. Lisa söker upp Rodolfo på hans rum. Lisa störs av ett buller och flyr, men glömmer sin näsduk. Amina som går i sömnen uppenbarar sig i Rodolfos rum. Denne inser hennes tillstånd och lämnar rummet. När bönderna som nu har känt igen greven dyker upp för att hylla honom, finner de den sovande Amina i hans säng. Elvino bryter förlovningen.
Akt II
Amina bedyrar förgäves sin oskuld. Ingen tror heller på grevens förklaringar om att hon har gått i sömnen. Elvino vill nu emellertid gifta sig med Lisa. Teresa, Aminas fostermor, förevisar då näsduken som Lisa glömt hos Rodolfo. Elvino känner sig bedragen även av Lisa. Alla är rådlösa. Då dyker den sömngående, frånvarande Amina upp så att alla kan se henne och tillkännager sin trohet och kärlek till Elvino. Brudgummen övertygas äntligen om hennes oskuld, bönderna jublar och väcker därmed Amina ut hennes tillstånd. Inget står nu längre i vägen för bröllopet.

## Berömda arior
- Akt 1. Care campagne... Coma per me sereno (Amina); Sovra il sen la man mi posa (Amina); Prendi l'anel ti dono (Elvino); Vi ravviso (Rodolfo); Son geloso dei zeffiro errante (Elvino).
- Akt 2. Ah! perche non posso odiarti (Elvino); Ah! non creda mirarti, si presto estinto, o fiore (Amina); Ah! non giunge (Amina).

## Diskografi (urval)
- La sonnambula. Sutherland, Monti, Elkins, Stahlman, Corena. Maggio Musicale Fiorentinos kör och orkester. Bonynge, dirigent. Decca (ADD) 448 966-2. 2cd.